# Liparis caillei
Liparis caillei är en orkidéart som beskrevs av Achille Eugène Finet. Liparis caillei ingår i släktet gulyxnen, och familjen orkidéer. Inga underarter finns listade i Catalogue of Life.